# Железнобокие (кавалерия)

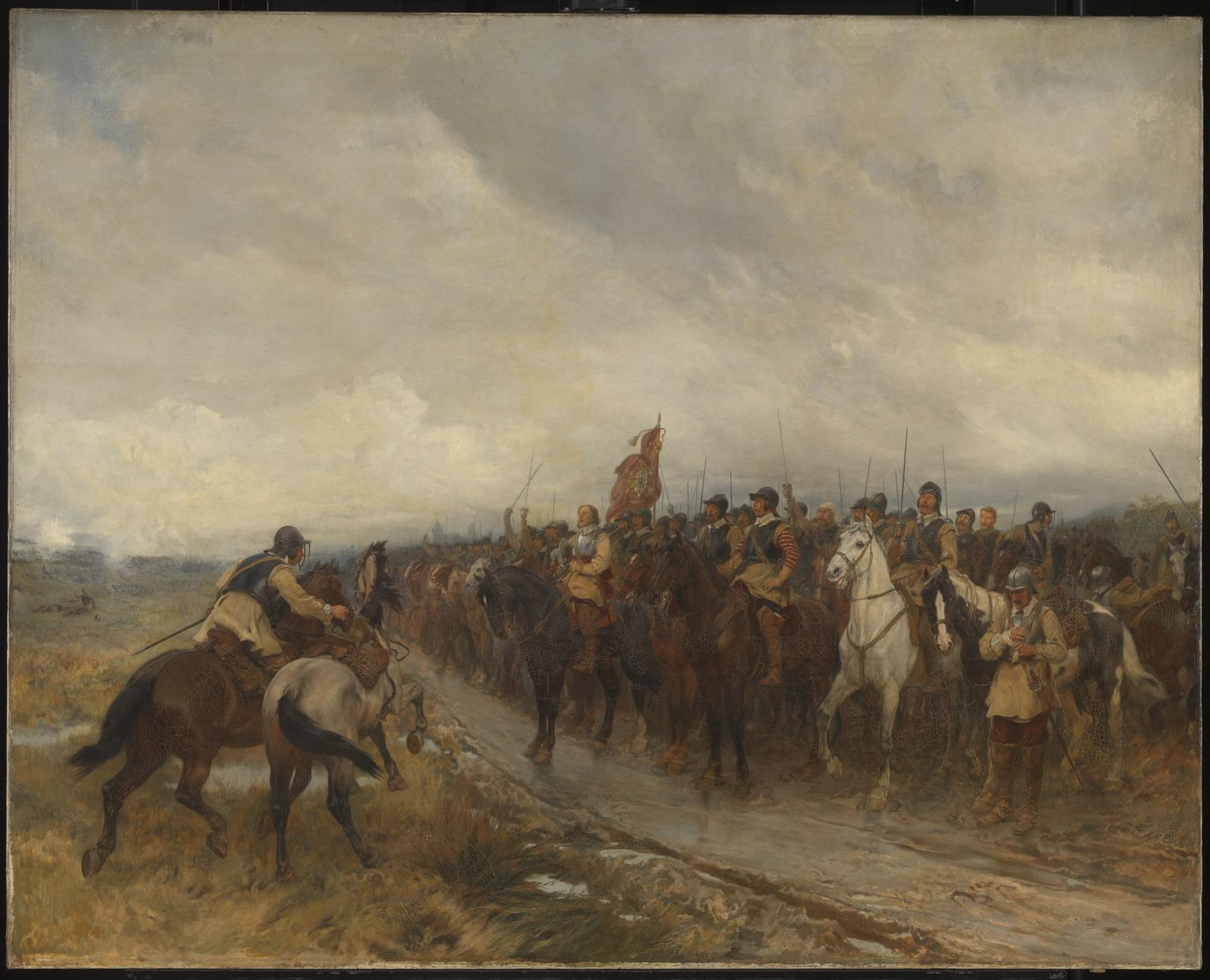
Эндрю Каррик Гоу. Кромвель и «железнобокие» в битве при Данбаре (1650)

«Железнобокие» (англ. Ironsides) — кавалерия армии парламента (круглоголовых) в английской гражданской войне, первоначально — название конного полка из 2000 чел., сформированного в 1643 году Оливером Кромвелем. Полк Кромвеля получил боевое крещение 13 мая 1643 года в бою при Грантеме, позднее участвовал в боях при Гейнсборо, при Уинсби и сражении при Марстон-Муре. Во всех этих боях победа оставалась за парламентаристами, при Уинсби именно атака полка Кромвеля решила исход боя — в плен попало около тысячи роялистов, было захвачено тридцать пять знамён и почти вся артиллерия. За железную дисциплину и стойкость, проявленную в этих боях, солдаты полка получили прозвище «железнобоких».

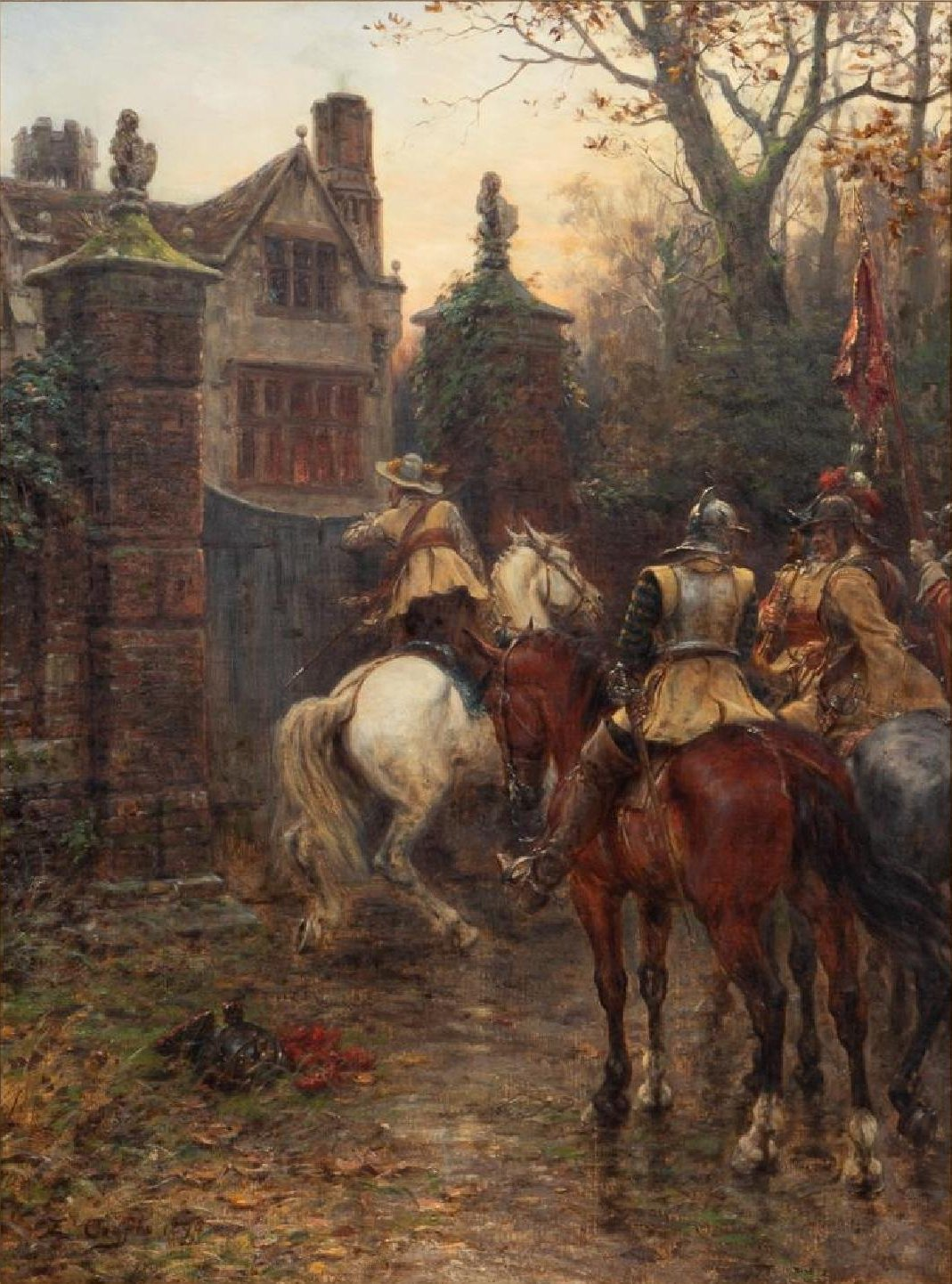
Эрнест Крофтс. «Непрошеные гости» (1894)

Согласно преданию, прозвище «железнобокие» кавалерии Кромвеля дал сам главнокомандующий королевской армией принц Руперт после сражения при Марстон-Муре 2 июля 1644 года.

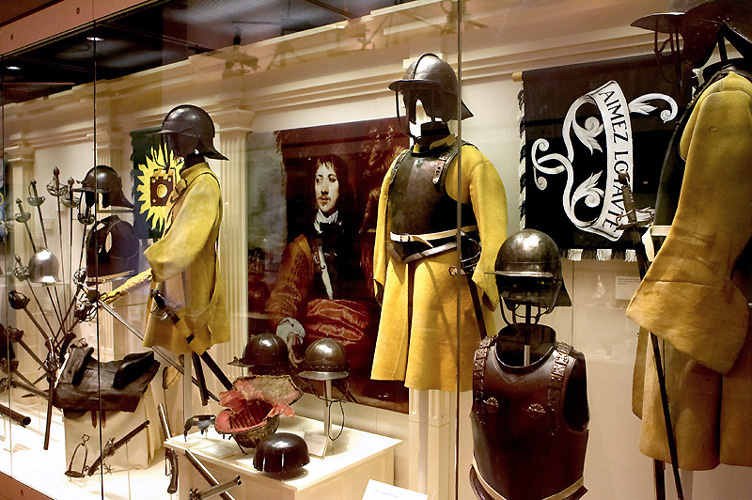
Вооружение «железнобоких». Королевская оружейная палата, основная коллекция, Лидс.

При формировании в 1645 году Армии Нового Образца, «железнобокие» служили моделью для армии, они же образовали её ядро. Вооружение их являлось типичным для европейской кавалерии середины XVII века и включало тяжёлый пистолет, карабин и холодное оружие — шпагу, саблю, или палаш. Однако вводились и некоторые новшества, в частности, ствол карабина имел длину в 2,5 фута, или около 75 см, и меньший, нежели у мушкета, калибр, а боезапас его состоял из 25 пуль. Защитным вооружением «железнобоких» являлся полудоспех, состоявший из полуоткрытого шлема-бургиньота и кирасы, толщина которой по бокам составляла 2 мм, но в области груди доходила до 7 мм, а при использовании дополнительного экрана-плакарта — до 10 мм. Благодаря использовавшейся перчатке-наруче толщиной до 3 мм левой рукой можно было даже отражать удары холодного оружия. Весь этот доспех, как правило, дополнялся колетом из промасленной бычьей кожи (англ. buff coat), который сам по себе служил неплохой защитой от рубящих ударов.

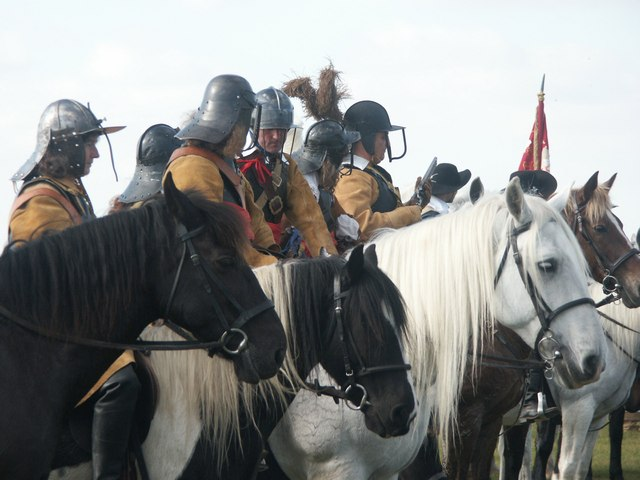
«Железнобокие» в битве при Уинзби (1643). Современная реконструкция

«Железнобокие» были пуританами (как и большинство сторонников парламента), не употребляли алкоголь, не играли в азартные игры. Их отличала железная дисциплина, основанная преимущественно на религиозных заповедях. Вот что писали о них в газетах того времени: «Что до Кромвеля, то он имеет 2000 храбрых и хорошо дисциплинированных воинов. Если кто из них побожится — платит штраф 12 пенсов. Если кто напьется, его сажают в колодки или ещё хуже; если один назовет другого „круглоголовым“ его увольняют со службы; так что в тех местах, куда они приходят, все от них в восторге и присоединяются к ним. Какое было бы счастье, если бы все наши силы были так же дисциплинированы».
Противники «Железнобоких» именовались «Кавалерами».

## Этимология
По версии, которая противоречит описанной выше, название «железнобокие» произошло от одного из прозвищ Кромвеля (англ. «Old Ironside»).
Очевидно, также имеет место игра слов: англ. ironside — отважный; решительный человек, в то же время англ. iron — железо, англ. side — сторона, бок (кавалеристы использовали кирасы в качестве доспехов).